# Додсон (Монтана)
Додсон (енгл. Dodson) град је у америчкој савезној држави Монтана.

## Демографија
По попису из 2010. године број становника је 124, што је 2 (1,6%) становника више него 2000. године.
| Група             | 2000.      | 2010.      |
| Белци             | 58 (47,5%) | 52 (41,9%) |
| Афроамериканци    | 0 (0,0%)   | 0 (0,0%)   |
| Азијати           | 1 (0,8%)   | 0 (0,0%)   |
| Хиспаноамериканци | 3 (2,5%)   | 8 (6,5%)   |
| Укупно            | 122        | 124        |